# نورمن چالک
نورمن چالک (انگلیسی: Norman Chalk; ۲۸ اکتبر ۱۹۱۶ – ۲۰۰۵ (۸۸−۸۹ سال)) بازیکن فوتبال اهل بریتانیا بود.
از باشگاه‌هایی که در آن بازی کرده‌است می‌توان به باشگاه فوتبال ساوت‌همپتون اشاره کرد.